# Lucretia Magnusdotter (Gyllenhielm)
Lucretia Magnusdotter Gyllenhielm, också kallad Magnidotter, född 1562, död 25 mars 1624, var en svensk adelskvinna och hovfunktionär, dotter till prins Magnus Vasa och hans frilla Valborg Eriksdotter.

## Biografi
Lucretia var föräldrarnas andra barn. Liksom sin äldre syster Virginia (omkring 1560–1572), växte hon från tre års ålder upp hos sin faster Elisabet Vasa. Hennes syster Virginia finns inte dokumenterad efter 1572 och avled troligen. Lucretia fick en egen barnjungfru, kallades "småjungfru" vid nio års ålder och blev slutligen kammarjungfru (kammarfröken) hos prinsessan Elisabet. 
Hon var tärna vid Elisabets bröllop 1581 och ingick sedan i det hov som följde Elisabet till Mecklenburg i Tyskland. Hon mötte sin blivande make Christoffer von Warnstedt, en tysk adelsman, i brudgummens följe, men på grund av en konflikt mellan hennes farbröder hertig Karl och Johan III tog det fem år innan de slutligen fick tillstånd att gifta sig. Hertig Karl, Pontus De la Gardie och kronprins Sigismund lyckades till slut få Johan III att ge sitt tillstånd 1586, då hon gifte sig med Christoffer von Warnstedt. Vigseln hölls i Vreta klosterkyrka 1586. Paret mottog dyrbara bröllopskläder av hertig Karl. 
Hon blev hovmästarinna hos hertig Karls hustru Maria av Pfalz.            
Lucretia jordfästes 19 december 1624 i Roslags-Bro kyrka och begravdes i Warnstedtska gravkoret i Uppsala domkyrka. 

## Barn[1]
- Carl, döpt i maj 1587, död 29 november 1607, begravd i Uppsala domkyrka.
- Johan, född 1590, död hösten 1628, överstelöjtnant, gift med Anna Claesdotter Kyle till Harlinge.
- Magnus, levde ännu i mitten av 1626, troligen död i Rostock inte långt senare.
- Christina, född 23 mars 1600, död 15 april 1654, begravd i Uppsala domkyrka, gift med Otto von Sack.
- Melcher, född i juni 1602, död 21 februari 1655, landshövding, gift med Christina Ribbing.